# Хелмонд Спорт
«Хелмонд Спорт» (нидерл. Helmond Sport) — нидерландский профессиональный футбольный клуб из города Хелмонд. Был основан 27 июля 1967 года на основе обанкротившейся команды «Хелмондия '55». Домашние матчи команда проводит на стадионе «ГС Сталверкен», его вместимость составляет 4 200 зрителей.
В сезоне 2024/25 клуб занял 13-е место в Эрстедивизи — Первом дивизионе Нидерландов. Наивысшим достижением клуба в чемпионате Нидерландов является 15-е место в 1983 году — всего в высшем дивизионе чемпионата Нидерландов команда провела два сезона.

## Достижения
- Первый дивизион Нидерландов:
  -  Победитель: 1981/82

- Кубок Нидерландов:
  -  Финалист: 1984/85

## Тренерский штаб
| Должность        | Имя             |
| ---------------- | --------------- |
| Главный тренер   | Юрген Сегерс    |
| Тренер-ассистент | Адри Богерс     |
| Тренер-ассистент | Роналд Хикспорс |
| Тренер вратарей  | Раймонд Виссерс |

## Бывшие игроки
- Нед Зелич
- Карим Бриджи
- Тео Кюстерс
- Марсель де Йонг
- Берри ван Арле
- Джон де Вольф
- Рене ван де Керкхоф
- Хенрикус Любсе
- Ко Принс
- Вим Рейсберген
- Марк ван Хинтум
- Евгений Левченко

## Известные тренеры
- Гералд Ваненбург
- Луи Колен
- Адри Костер
- Ян Портвлит